# Alice Nzomukunda
Alice Nzomukunda (Buyumbura, 12 de abril de 1966) es una política burundesa. De agosto de 2005 a septiembre de 2006 asumió la segunda vicepresidencia de Burundi.

## Biografía
Étnicamente hutu y miembro del Consejo Nacional para la Defensa de la Democracia-Fuerzas para la Defensa de la Democracia (CNDD-FDD) que asumió el poder en Burundi en 2005, el 29 de agosto de 2005 fue nombrada Segunda Vicepresidenta del país cargo que ejerció hasta el 5 de septiembre de 2006 asumiendo, según la constitución las responsabilidades de los asuntos económicos y sociales durante la presidencia de Pierre Nkurunziza. Su nombramiento fue aprobado por unanimidad en la Asamblea Nacional  (109 votos) y en el Senado por 46 votos a favor y 2 en contra. 
Renunció al cargo el 5 de septiembre de 2006 por acusaciones de corrupción y violaciones a los derechos humanos, así como por poner en duda la auntenticidad de la inminencia de un golpe de Estado, que provocó la detención del expresidente Domitien Ndayizeye el 21 de agosto. Fue sucedida por Marina Barampama.
Posteriormente fue Primera Vicepresidenta de la Asamblea Nacional. En enero de 2008, fue expulsada del CNDD-FDD "por razones disciplinarias internas" durante un congreso extraordinario del partido. También se decidió destituirla de la vicepresidencia. El 8 de febrero de 2008 se anunció que su puesto en la Asamblea Nacional estaba vacante.  Evariste Ndayishimiye, Presidente del grupo parlamentario del CNDD-FDD informó que desde que Nzomukunda había sido expulsada del CNDD-FDD, ya no formaba parte del grupo parlamentario, «no representaba a nadie», y ya no tenía derecho a ser Primera Vicepresidenta de la Asamblea Nacional. Otros partidos en la Asamblea Nacional cuestionaron la decisión argumentando que la destitución correspondía a una decisión de toda la cámara y no de un solo partido. El Frente para la Democracia en Burundi (FRODEBU) suspendió su participación en la Asamblea Nacional para protestar por el uso de la fuerza contra Nzomukunda. Ndayishimiye dijo que los asuntos parlamentarios no tendrían que ser interrumpidos por asuntos internos del partido y afirmó que el FRODEBU tuvo razones secretas para defender a Nzomukunda.